# Penium minutum
Penium minutum là một loài Song tinh tảo trong họ Desmidiaceae, thuộc chi Penium.